# Так начиналась жизнь
Так начиналась жизнь — антифашистская подпольная комсомольская организация, действовавшая во время Великой Отечественной войны 1941—1945 годах в селе Холмы (ныне пгт Корюковского района Черниговской области Украина).

## История
Организация возникла в сентябре 1941 года. Организацией руководил коллектив с составе Н. П. Ерёмнко (секретарь, член подпольного райкома комсомола), А. Т. Емельяненко и К. Г. Дьяченко. Она состояла из девяти человек. Подпольщики установили связь с областным партизанским отрядом и Холминскими подпольными райкомами партии и комсомола. Члены организации распространяли листовки, собирали оружие и боеприпасы, продовольствие и медикаменты для партизан, передавали им разведывательные данные. 2 марта 1942 года немецко-фашистские войска арестовали всех подпольщиков и пятерых из них, после пыток, 4 марта 1942 года расстреляли на берегу реки Убедь. 

## Память
В Холмах подпольщикам сооружен памятник (1965 год). 